# Spurilaetilia
Spurilaetilia is een geslacht van vlinders van de familie snuitmotten (Pyralidae), uit de onderfamilie Phycitinae.

## Soorten
- S. came Dyar, 1919
- S. eumorphala Neunzig & Dow, 1993